# 다다치역
다다치역(일본어: 田立駅)은 일본 나가노현 기소군 나기소정에 있는 도카이 여객철도 주오 본선의 역이다.
나가노현 최서단의 역이다.

## 역 구조 및 승강장
상대식 승강장 2면 2선을 가지는 지상역. 북쪽의 승강장에 출입구가 있어, 남쪽의 승강장과는 과선교로 연결하고 있다. 승강장 상에 대합소가 있어, 역사(맞이방)나 화장실이 승강장으로부터 계단을 오르던 역 앞 광장으로 앞에서 독립해서 세워져 있다. 역은 무인이지만, 역 앞의 상점에 발표하는 간이 위탁역이다. 나카쓰가와역 관리.
| 1 | ■ 주오 본선 | 하행 | 기소후쿠시마 · 나가노 방면 |
| 2 | ■ 주오 본선 | 상행 | 나카쓰가와 · 나고야 방면   |

## 역 주변
- 기소강
- 국도 제19호선

## 역사
- 1929년 11월 3일 : 일본국유철도 주오 본선의 미도노(현·나기소) - 사카시타 간에 다다치 신호장으로서 개설.
- 1948년 9월 1일 : 역으로 승격, 다다치역으로서 개업. 여객 · 하물영업만.
- 1973년 5월 25일 : 복선화에 의해, 구 위치보다도 1.5 km 사카시타역 근처의 현 위치로 이전. 동시에 하물의 취급을 폐지.
- 1987년 4월 1일 : 일본국유철도 분할 민영화에 의해, 도카이 여객철도의 역이 된다.

## 인접 역
| 도카이 여객철도 주오 본선     | 도카이 여객철도 주오 본선 | 도카이 여객철도 주오 본선       |
| ----------------------------- | ------------------------- | ------------------------------- |
| 나기소 시오지리 · 나가노 방면 | ■ 주오 본선               | 사카시타 나카쓰가와·나고야 방면 |